# Bernhard Beer

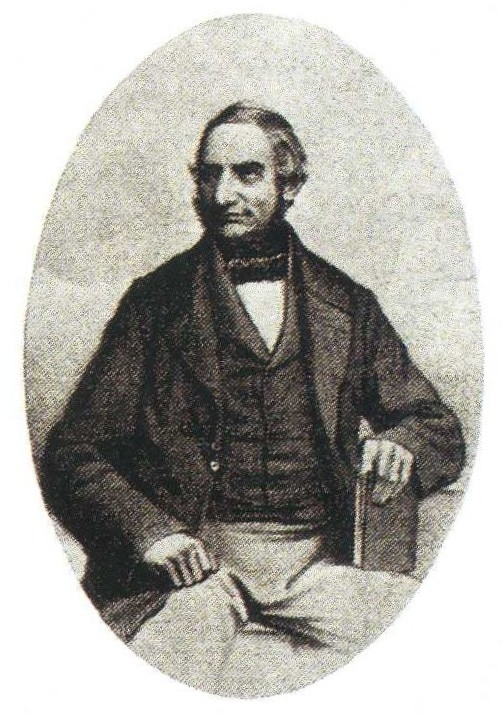
Bernhard Beer

Bernhard Beer (geboren 20. Juli 1801 in Dresden; gestorben 1. Juli 1861 ebenda) war der erste Gemeindevorsteher der 1837 gegründeten Jüdischen Religionsgemeinde zu Dresden, Gelehrter, Gründer des Moses-Mendelssohn-Vereins und Ehrendoktor der Universität Leipzig.

## Leben und Wirken

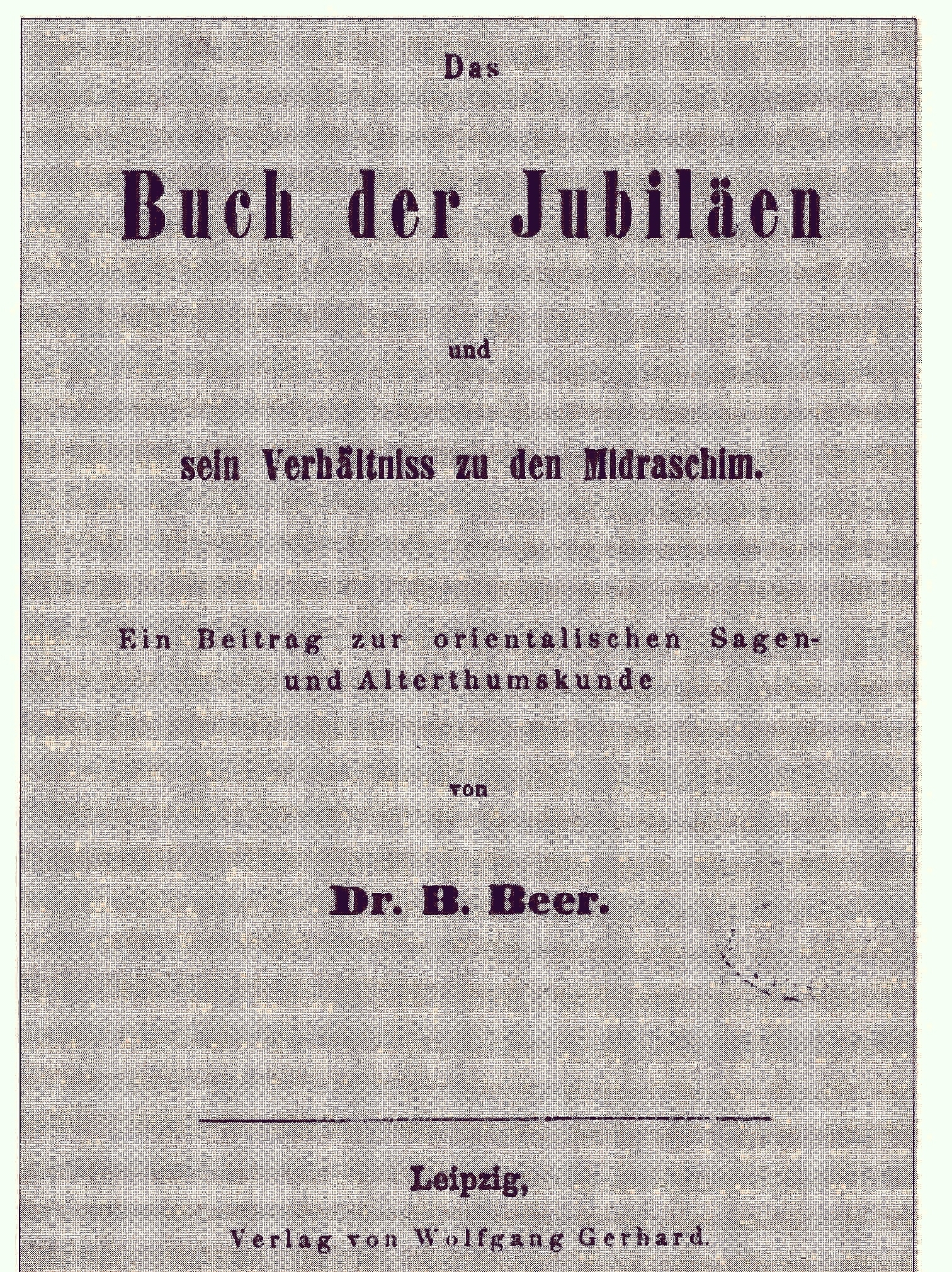

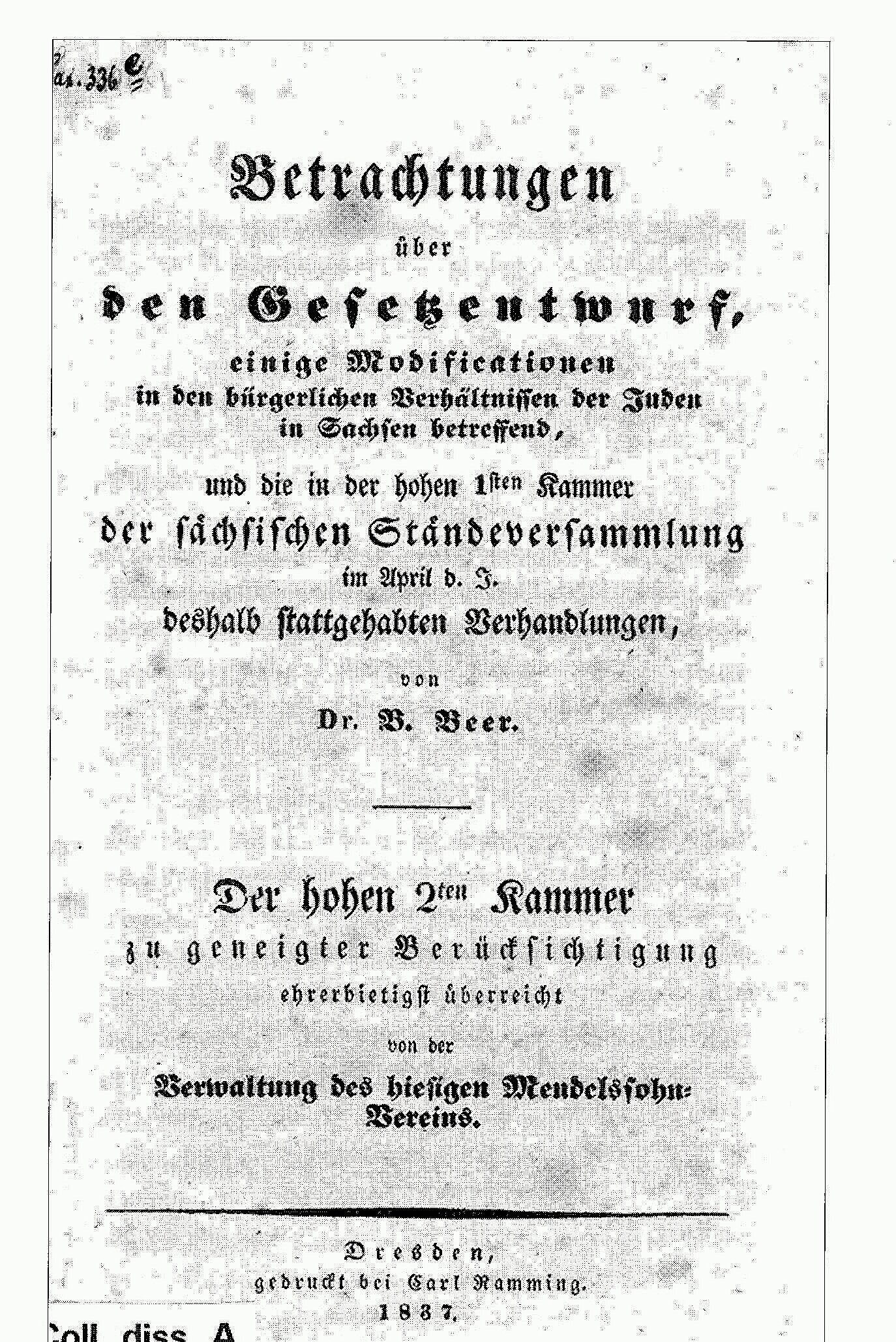

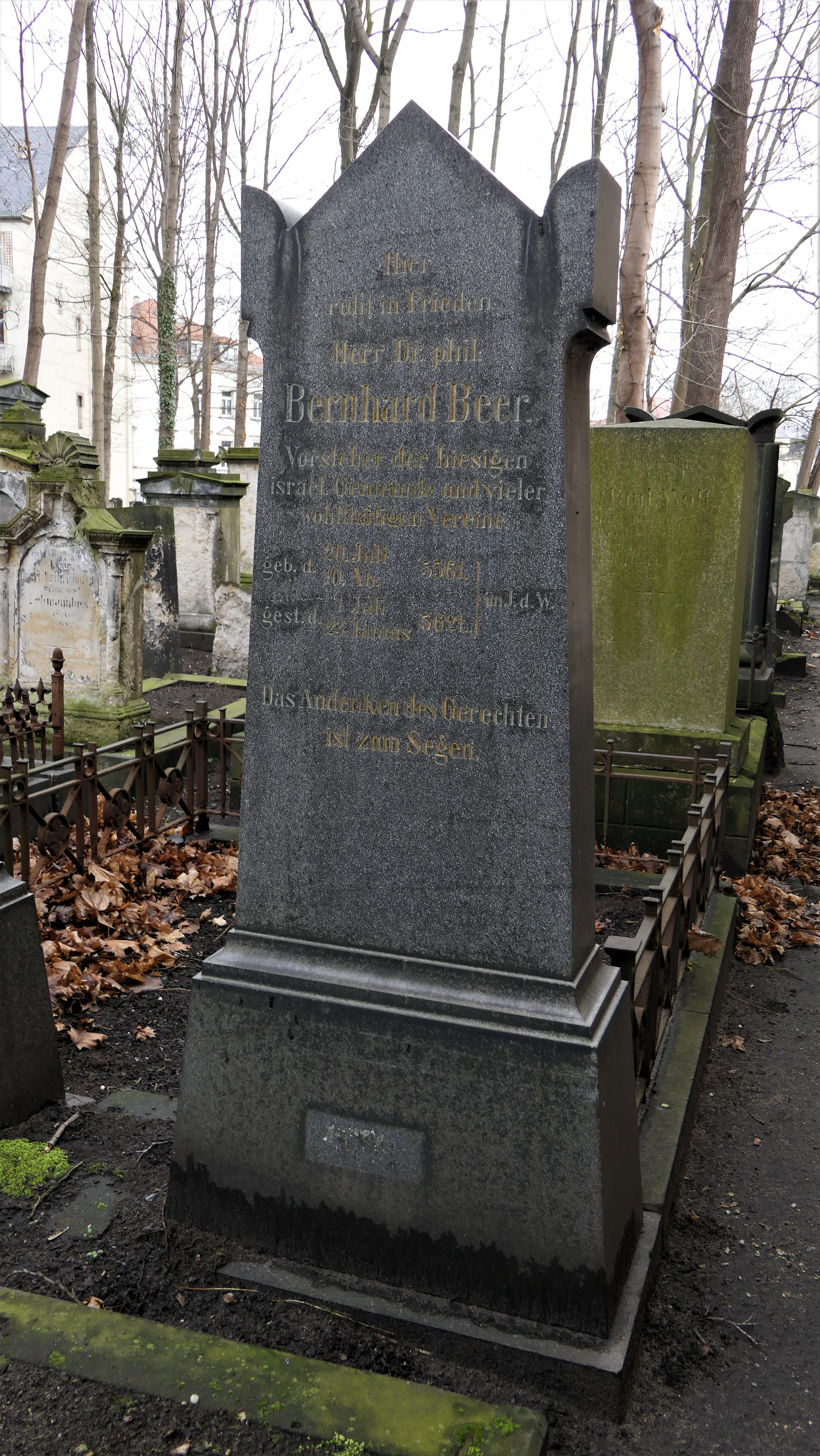
Grab von Bernhard Beer

In Dresden als Sohn von Hirsch Beer (1770–1837) und seiner Frau Clara, geb. Bondi (1767–1838) geboren folgte er bereitwillig dem Wunsch seiner Eltern, sich  neben dem religiösen auch säkulares Wissen anzueignen. Dies war zur damaligen Zeit für Juden in Dresden nur im Selbststudium möglich. Dabei erhielt er Unterstützung durch den Sprachlehrer Rudolph Meyer und vor allem die Unterstützung der Familie Bondi.
Erst 23-jährig begann er 1824 mit der Abhaltung wissenschaftlicher Abendunterhaltungen, in denen sich vor allem  die jüngere Generation über religionsphilosophische Werke austauschte. 1826 führte er erste Neuerungen ein, wie die deutschsprachige Predigt oder die Konfirmation. Dabei war er bei allen Reformbestrebungen stets auf einen Ausgleich mit dem orthodoxen Judentum bedacht und erarbeitete sich dadurch ein hohes Maß an Ansehen.
1829 wurde auf seine Initiative hin, der Dresdner Mendelssohn-Verein gegründet, der die Hinwendung junger Juden zu Wissenschaft, Kunst und Handwerk fördern sollte. Seine zum 100. Geburtstag von Moses Mendelssohn gehaltene Predigt gilt als Stiftungsurkunde des Vereins.
Von 1837 bis 1848 und von 1853 bis 1861 war er Gemeindevorsteher der Jüdischen Gemeinde zu Dresden. Er gilt als wesentlicher Initiator der Berufung von Zacharias Frankel als Oberrabbiner nach Dresden.
Beer publizierte seine Forschungsarbeit „Das Buch der Jubiläen und sein Verhältnis zu den Midraschim. Ein Beitrag zur orientalischen Sagen- und Alterthumskunde“ (Leipzig, Verlag von Wolfgang Gerhard). Weiter analysierte Beer die jüdische Literatur und ihre halachischen Schriften, die mystisch-kabbalistischen Werke, Erzählungen, Sagen, moralischen Lehrbücher und die hebräische Poesie bis zum Jahr 1840. Für diese Werke erhielt er, angeregt wohl durch Wilhelm Traugott Krug (1770–1842), 1834 die Verleihung der Ehrendoktorwürde der Leipziger Universität als Dr. phil. h. c.
Beer setzte sich bei seiner ausgesprochen umfangreichen publizistischen Tätigkeit und Beteiligung an fast allen frühen jüdischen Presseunternehmungen besonders für die Emanzipation der Juden in Sachsen ein und sah sich einerseits großen Widerständen ausgesetzt, andererseits fand er Mitstreiter, wie eben genannten Wilhelm Krug. 1830/31 gehörte er auch zu den Ersten, die trotz bislang verweigerter Bürgerrechte seine Bürgerpflicht erfüllte und der Dresdner Kommunalgarde beitrat.
Aber auch politisch  war er aktiv: So fragte er am 15. Mai 1837 bei der zweiten Kammer der Ständeversammlung an, ob „Sachsen für seine Glaubensgenossen ein Vaterland“ sei. Beer kritisierte auch Sachsen dahingehend, dass „ein Land, welches die volle Staatsangehörigkeit der Juden nicht anerkennt, ihren Aufenthalt auf zwei Orte beschränkt, sie von jedem Grundbesitz ausschließt und ihnen alle ehrenvollen Ämter und Gewerbe untersagt, die nötige Freiheit gewährt, um die im Gesetzentwurf geforderten wesentlichen Veränderungen in Hinblick auf Bildung und Religion vornehmen zu können.“
Sein Haus entwickelte sich zu einem Mittelpunkt des geistig-künstlerischen Lebens, was auch seiner ästhetisch und künstlerisch gebildeten Frau Berta zu verdanken war.
Sein Grab befindet sich auf dem Alten jüdischen Friedhof in Dresden. Seine umfangreiche Bibliothek schenkte er im Nachlass zu gleichen Teilen den Universitäten in Leipzig und Breslau.

## Schriften
- Welchen Aufschluss geben jüdische Quellen über den "Zweihörnigen" des Koran? In: Zeitschrift der Deutschen Morgenländischen Gesellschaft, Band 9. 1855. S. 785–794 (Digitalisat).